# Lahr
Lahr (hivatalosan: Lahr/Schwarzwald) város Németországban, azon belül Baden-Württemberg nyugati szélén, körülbelül 50 km-re Freiburgtól északra, 40 km-re Strasbourgtól délkeletre és 95 km-re Karlsruhétól délre. Offenburg után az Ortenau járás második legnagyobb városa és a környező települések központja (mittelzentrum). Lakosainak száma 49 420 fő (2023. december 31.).

## Éghajlat
| Hónap                                                   | Jan.  | Feb.  | Már. | Ápr. | Máj. | Jún. | Júl. | Aug. | Szep. | Okt. | Nov. | Dec. | Év    |
| ------------------------------------------------------- | ----- | ----- | ---- | ---- | ---- | ---- | ---- | ---- | ----- | ---- | ---- | ---- | ----- |
| Rekord max. hőmérséklet (°C)                            | 15,7  | 20,5  | 24,4 | 29,8 | 33,3 | 37,0 | 38,4 | 39,5 | 32,2  | 27,7 | 23,0 | 16,9 | 39,5  |
| Átlagos max. hőmérséklet (°C)                           | 5,3   | 7,5   | 12,0 | 16,8 | 20,5 | 24,3 | 26,2 | 26,0 | 21,5  | 16,2 | 9,6  | 6,1  | 16,0  |
| Átlagos min. hőmérséklet (°C)                           | −0,8  | −0,4  | 1,9  | 4,9  | 9,2  | 12,7 | 14,4 | 14,0 | 9,9   | 6,7  | 2,7  | 0,3  | 6,3   |
| Rekord min. hőmérséklet (°C)                            | −11,8 | −12,6 | −4,9 | −2,8 | 1,1  | 6,1  | 6,4  | 6,5  | 1,2   | −2,1 | −7,2 | −6,7 | −12,6 |
| Átl. csapadékmennyiség (mm)                             | 46    | 44    | 52   | 56   | 91   | 79   | 88   | 80   | 58    | 74   | 60   | 56   | 785   |
| Havi napsütéses órák száma                              | 59    | 90    | 147  | 192  | 219  | 240  | 253  | 235  | 184   | 109  | 63   | 47   | 1837  |
| Forrás: World Meteorological Organization; Wetterdienst |       |       |      |      |      |      |      |      |       |      |      |      |       |

## Városrészei
A következő településeket beolvasztattak Lahrba:
- Burgheim
- Dinglingen
- Hugsweier
- Kippenheimweiler
- Kuhbach
- Langenwinkel
- Mietersheim
- Reichenbach
- Sulz

## Népesség
A település népessége az elmúlt években az alábbi módon változott:
| Lakosok száma | 31 150 | 34 049 | 35 853 | 35 465 | 33 141 | 38 649 | 42 555 | 43 626 | 43 728 | 49 420 |
|               | 1961   | 1967   | 1974   | 1980   | 1987   | 1993   | 2000   | 2006   | 2013   | 2023   |

## Galéria

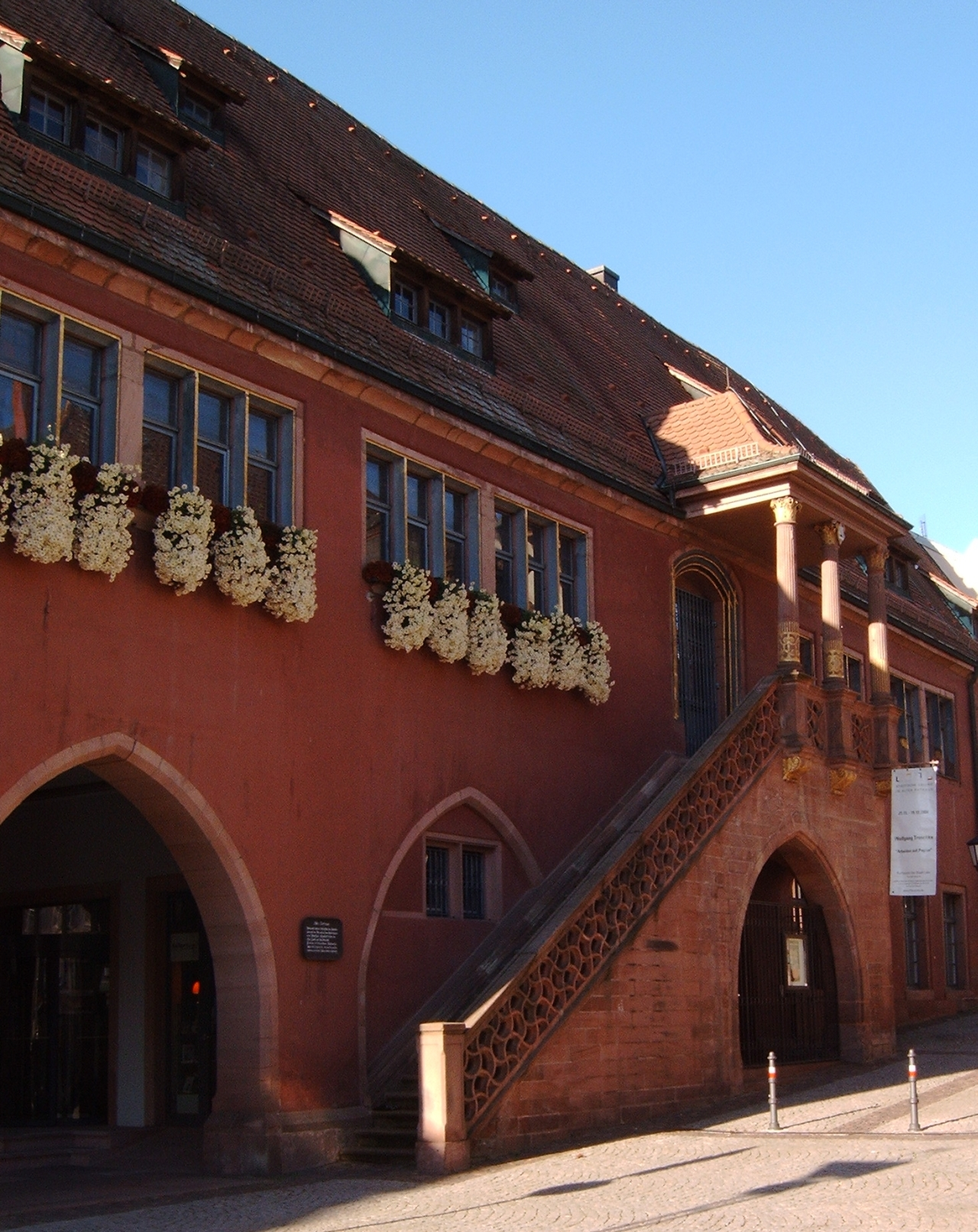
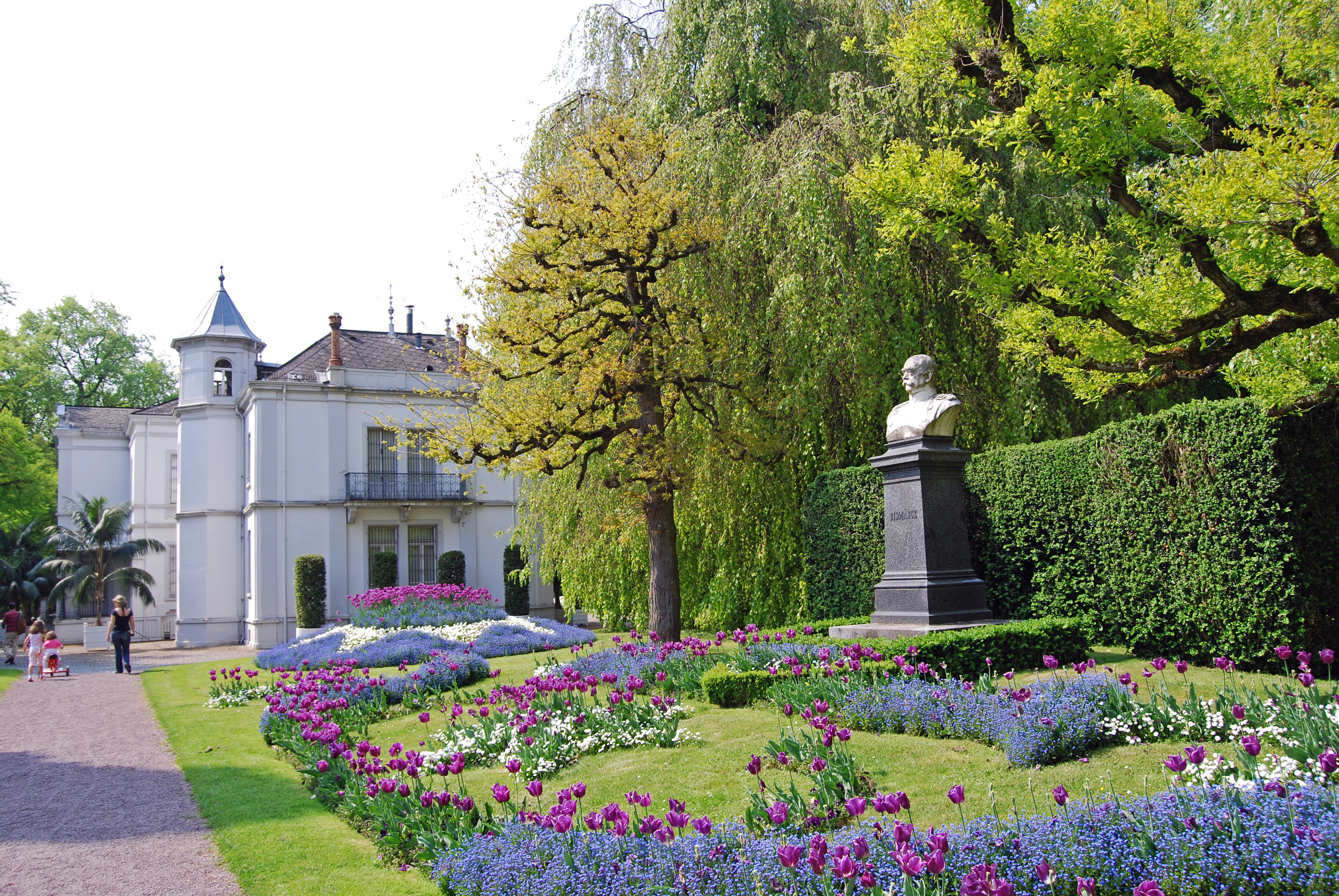
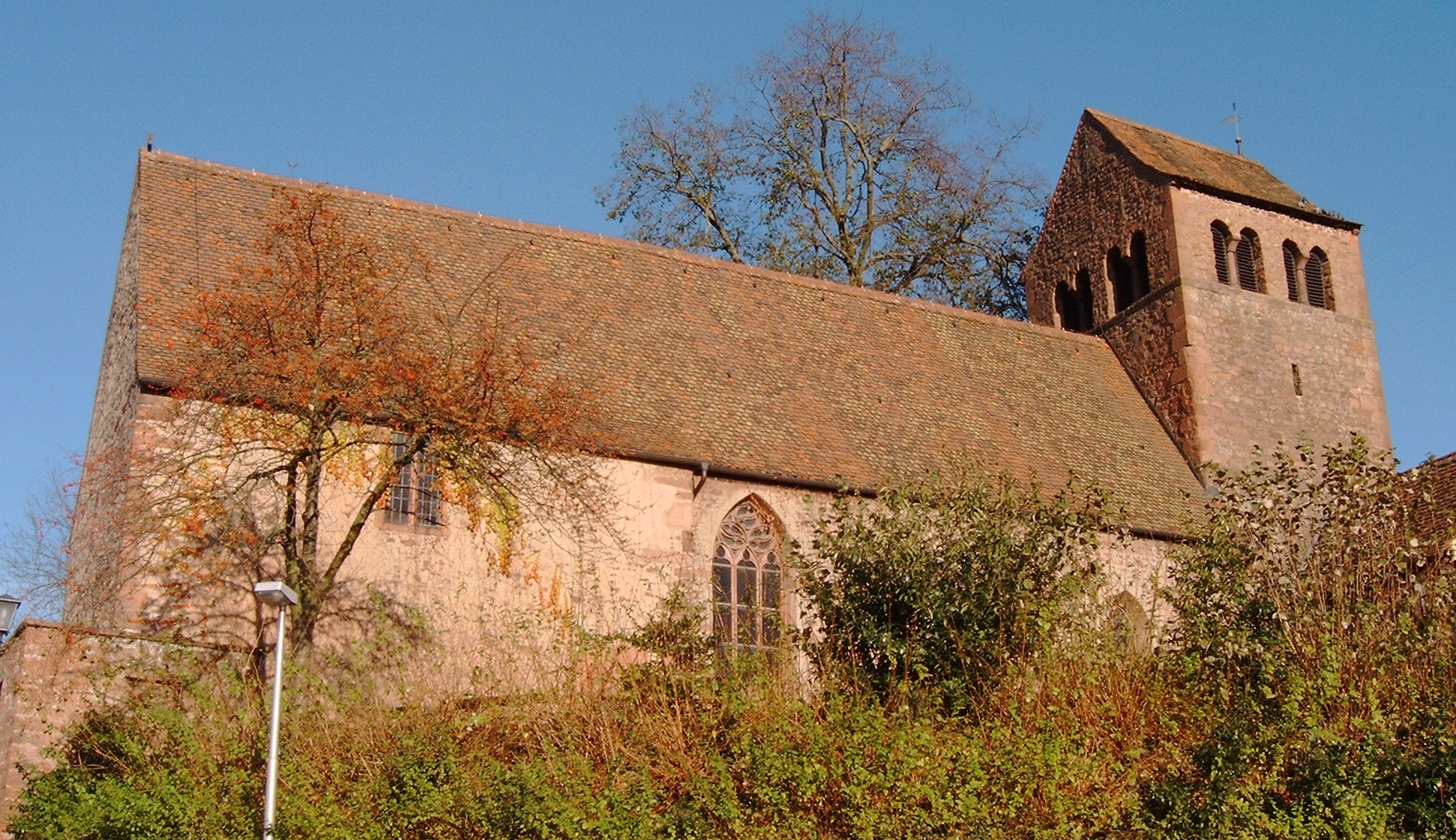
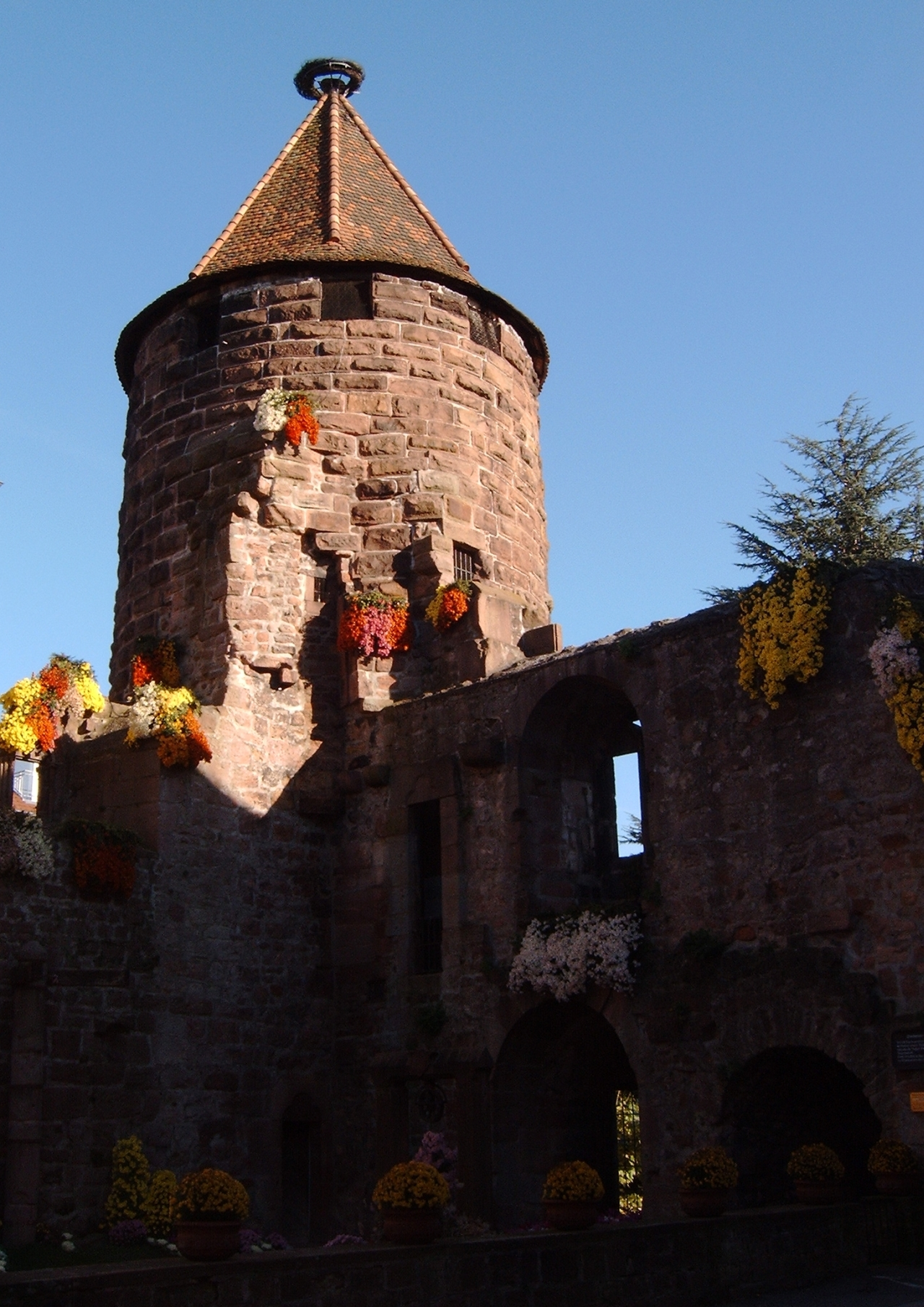
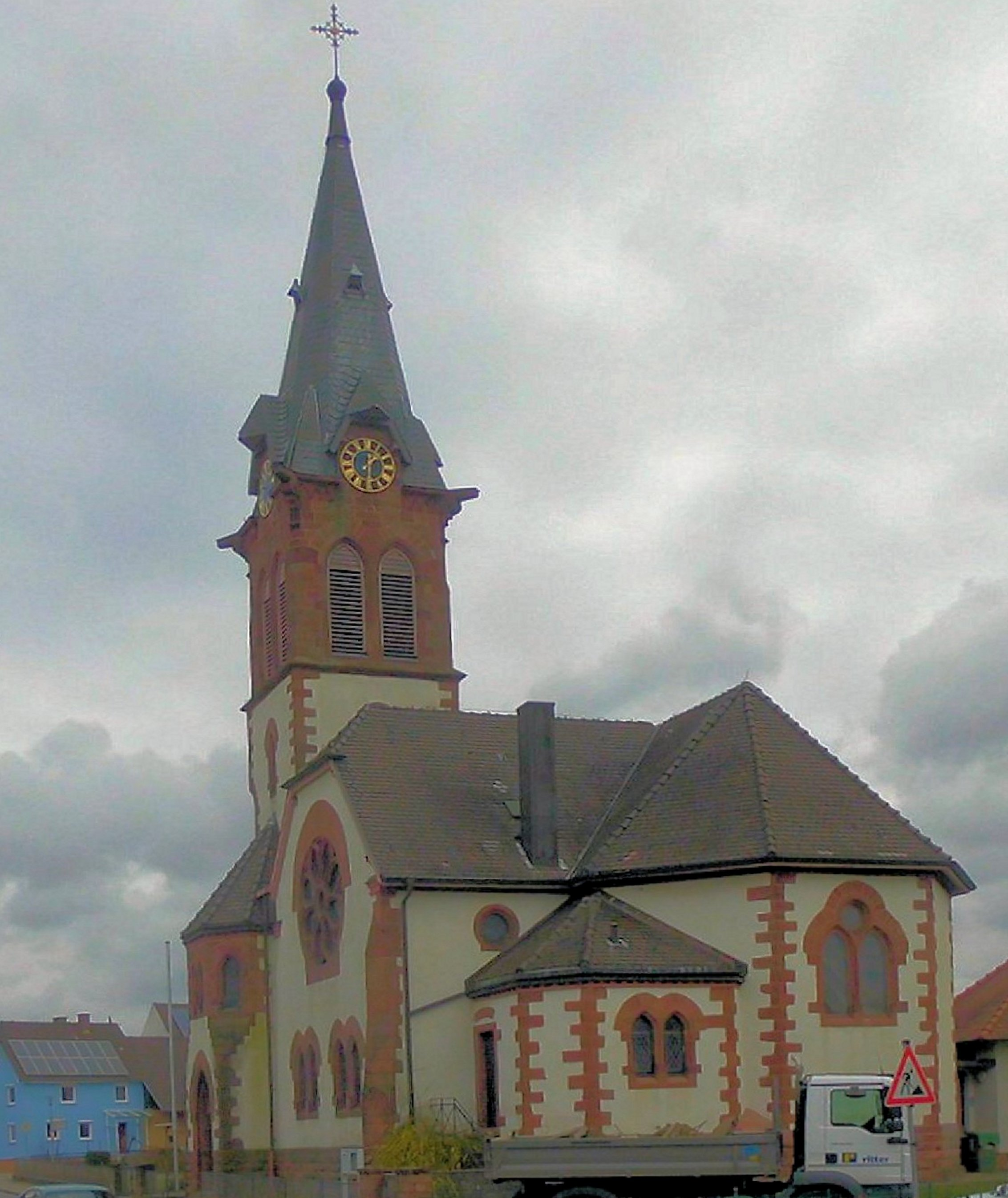